# Matt Haarms
Matt Haarms (Amsterdam, 22 aprile 1997) è un cestista olandese.

## Carriera
Con i Paesi Bassi ha disputato i Campionati europei del 2022.